# Пролив Девятого Градуса
Проли́в Девя́того Гра́дуса — пролив в Лаккадивском море Индийского океана, в южной части Лаккадивских островов, между островом Миникой на юге и несколькими мелкими островами архипелага на севере. Название получил по расположению на соответствующей северной широте. Ширина около 200 км. Глубина до 2597 м.